# Estadio Leal Chapelão
Estadio Leal Chapelão – stadion piłkarski w Jaru, Rondônia, Brazylia. Na którym swoje mecze rozgrywa klub Associação Desportiva Jaruense.